# Operatori virtuali di rete mobile in America
Elenco degli operatori virtuali di rete mobile in America, suddivisi per Stato.
Questa lista è suscettibile di variazioni e potrebbe essere incompleta o non aggiornata.

## Argentina
Ecco i principali operatori virtuali argentini:
| Operatore              | Rete di appoggio   | Anno inizio | Sito ufficiale            | Note        |
| ---------------------- | ------------------ | ----------- | ------------------------- | ----------- |
| Imowi                  | Movistar Argentina | 2022        | https://www.imowi.com.ar/ | [ 1 ]       |
| Tuenti Móvil Argentina | Movistar Argentina |             | https://www.tuenti.com.ar | [ 2 ] [ 3 ] |

## Brasile
Ecco i principali operatori virtuali brasiliani:
| Operatore                  | Rete di appoggio | Anno inizio | 2ª Rete di appoggio | Sito ufficiale                                                                                   | Note          |
| -------------------------- | ---------------- | ----------- | ------------------- | ------------------------------------------------------------------------------------------------ | ------------- |
| Algar Telecom Celular      | TIM Brasil       |             | Claro Brasil        | https://algartelecom.com.br/para-voce/celular                                                    |               |
| ALÔ LEÃO                   |                  |             |                     | https://aloleao.com.br                                                                           |               |
| alô SOCIAL                 | TIM Brasil       |             |                     | https://alosocialcelular.com.br                                                                  |               |
| Alô TODOS                  | TIM Brasil       | 2020        |                     | https://alotodos.cartaodetodos.com.br/                                                           |               |
| Alô Verdão                 | TIM Brasil       |             |                     |                                                                                                  | [ 4 ]         |
| america●net Mobile         | TIM Brasil       | 2018        |                     | https://americanet.com.br                                                                        |               |
| Barbosa Chip               | TIM Brasil       |             |                     | https://barbosachip.com.br/                                                                      | [ 5 ]         |
| BMG Chip                   | TIM Brasil       | 2020        |                     | https://www.bancobmg.com.br/conta-digital/clube-de-vantagens/plano-bmg-chip/plano-pre-pago/      | [ 6 ]         |
| CARAS Chip                 | TIM Brasil       |             |                     | https://caraschip.com.br/                                                                        | [ 7 ]         |
| CHIP DO PAPÃO              |                  |             |                     | https://chipdopapao.com.br                                                                       |               |
| Chip do Vascao             | TIM Brasil       |             |                     | https://chipdovascao.com.br/                                                                     |               |
| CHI PEIXÃO                 |                  |             |                     | https://chipeixao.com.br                                                                         |               |
| Cinc5                      | Claro Brasil     | 2018        |                     | https://www.cinco.com.br/produtos/sim-cards.html                                                 |               |
| CITY + CELULAR             |                  |             |                     | https://citymaiscelular.com.br                                                                   |               |
| Contel                     | TIM Brasil       |             |                     |                                                                                                  |               |
| Correios Celular           | TIM Brasil       | 2017        |                     | https://www.correioscelular.com.br                                                               |               |
| CRUZEIRO CELULAR           |                  |             |                     | https://cruzeirocelular.com.br/                                                                  |               |
| CRUZEIRO TELECOM           |                  |             |                     | https://telecom.cruzeirodosuleducacional.edu.br/                                                 |               |
| DRY CONECTA                |                  |             |                     | https://dryconecta.com.br                                                                        |               |
| Enterp Mobile              | TIM Brasil       |             |                     | https://enterpmobile.com.br                                                                      |               |
| eseye                      |                  |             |                     | https://www.eseye.com/                                                                           |               |
| Esquadráo Celular          |                  |             |                     | https://esquadraocelular.com.br/                                                                 |               |
| fala MANGUEIRA             | TIM Brasil       | 2021        |                     | https://falamangueira.com.br                                                                     |               |
| Fique Móvel                | Vivo             |             |                     |                                                                                                  | [ 8 ]         |
| FLA-CHIP                   | TIM Brasil       | 2022        |                     | https://fla-chip.com.br                                                                          |               |
| FLUmobile                  | TIM Brasil       |             |                     | https://flumobile.com.br                                                                         |               |
| fluke Operadora            |                  |             |                     | https://flukeoperadora.com.br/index                                                              |               |
| Gospel Cel                 |                  |             |                     | http://www.gospelcel.com.br/                                                                     |               |
| GRÊMIO CELL                | TIM Brasil       | 2021        |                     | https://gremiocell.com.br/                                                                       | [ 9 ]         |
| Intercel                   | Vivo             |             | TIM Brasil          | https://www.bancointer.com.br/intercel/                                                          | [ 10 ] [ 11 ] |
| LARI CEL                   |                  |             |                     | https://laricel.com.br                                                                           |               |
| Mais Celular AD            | Vivo             | 2015        |                     | https://chipmaiscelular.com.br                                                                   |               |
| Maricá Telecom             | TIM Brasil       | 2022        |                     | https://www.maricatelecom.com.br                                                                 |               |
| NetLight Móvel             |                  |             |                     | http://netlightmovel.com.br/                                                                     | [ 12 ]        |
| NLT Next Level Telecom IoT | LoRaWAN Network  |             |                     | https://www.nlt.com.br                                                                           |               |
| PagueMenos CELULAR         | TIM Brasil       | 2023        |                     | https://paguemenoscelular.com.br/                                                                | [ 13 ]        |
| PARAISÓ POLIS CELULAR      |                  |             |                     | https://paraisopoliscelular.com.br                                                               |               |
| Rico TELECOM Pará          | TIM Brasil       | 2022        |                     | https://ricotelecom.com/inicio/                                                                  |               |
| Sao Paulo Celular          |                  |             |                     | https://saopaulocelular.com.br                                                                   |               |
| SHOW MOBILE                | TIM Brasil       |             |                     | https://operadorashow.com                                                                        |               |
| SOW móvel                  | TIM Brasil       | 2022        |                     | https://sowmovel.com.br                                                                          |               |
| SPORT ***CEL               |                  |             |                     | https://sportcel.com.br                                                                          |               |
| StarNet                    |                  |             |                     | https://starnettelecom.com.br                                                                    |               |
| supernova Celular          | Vivo             | 2021        |                     | https://www.supernovabr.com/supernova-celular Archiviato il 6 dicembre 2021 in Internet Archive. |               |
| Surf Telecom               | Oi               |             |                     | http://www.surftelecom.com.br/                                                                   |               |
| tá telecom                 | TIM Brasil       | 2023        |                     | https://tatelecom.com.br/                                                                        | [ 14 ]        |
| tchê turbo Móvel           | Vivo             | 2021        |                     | https://www.tcheturbo.com.br                                                                     |               |
| tip Telecom                |                  |             |                     | http://www.tipbrasil.com.br                                                                      |               |
| TODES Telecom              | TIM Brasil       | 2021        |                     | https://cadastro.todestelecom.com.br/                                                            | [ 15 ]        |
| Uber Chip Sao Paulo        | TIM Brasil       |             |                     | https://www.uber.com/pt-BR/blog/uber-chip/                                                       | [ 16 ]        |
| Um Móvel                   | TIM Brasil       | 2022        |                     |                                                                                                  | [ 17 ]        |
| Use Telecom                |                  |             |                     | https://www.usetelecom.com.br/es/ Archiviato l'11 agosto 2020 in Internet Archive.               |               |
| veek                       | TIM Brasil       |             |                     | https://www.veek.com.br/                                                                         |               |
| voa Telecom                |                  |             |                     | http://www.mundovoa.com                                                                          |               |
| VOZÃO PHONE                |                  |             |                     | https://vozaophone.com.br                                                                        |               |

## Canada
Ecco i principali operatori virtuali canadesi:
| Operatore                           | Rete di Appoggio     | Anno inizio | Anno fine | Sito ufficiale                                                                            | Note          |
| ----------------------------------- | -------------------- | ----------- | --------- | ----------------------------------------------------------------------------------------- | ------------- |
| 7-Eleven Speak Out Wireless         | Rogers               |             |           | https://www.speakout7eleven.ca/                                                           |               |
| Cansel Connect                      | Rogers               |             |           |                                                                                           |               |
| chatr Wireless MOBILE               | Rogers               |             |           | https://web.archive.org/web/20180713165246/https://www.chatrwireless.com/web/chatr.portal |               |
| cityfone                            | Rogers               |             |           | https://www.cityfone.net/                                                                 |               |
| CM Link Canada                      | Telus                |             | 2022      | https://www.cmlink.com/ca/en/                                                             |               |
| Data On Tap Toronto                 | Iristel              |             |           | https://dotmobile.app                                                                     | [ 18 ]        |
| DCI Wireless                        | Rogers               |             |           | https://dcitelecom.ca/dci-wireless/                                                       |               |
| dot.mobile                          | cloud-based Network  |             |           | https://dotmobile.app                                                                     | [ 19 ]        |
| Execulink Mobility                  | Bell                 |             |           | https://www.execulink.ca                                                                  |               |
| Fido Mobile                         | Rogers               |             |           | https://www.fido.ca/                                                                      |               |
| Fizz Mobile Québec                  | Vidéotron            | 2018        |           | https://fizz.ca/en                                                                        | [ 20 ]        |
| Freedom Wireless mobile Québecor    | Rogers               | 2016        |           | https://www.freedommobile.ca/                                                             | [ 21 ] [ 22 ] |
| good2go Mobile Canada               | Rogers               |             |           | https://canada.good2gomobile.com Archiviato il 4 dicembre 2018 in Internet Archive.       |               |
| KnowRoaming Global SIM Card Toronto |                      |             |           | https://knowroaming.telna.com                                                             | [ 23 ]        |
| Koodo Mobile                        | Telus                |             |           | https://www.koodomobile.com/region/select                                                 | [ 24 ]        |
| KORE Wireless                       | Rogers               |             |           | https://www.korewireless.com/                                                             |               |
| Lucky Mobile                        | Bell                 |             |           | https://www.luckymobile.ca/                                                               |               |
| Lüm mobile Saskatchewan             | SaskTel              | 2021        |           | https://lum.ca                                                                            | [ 25 ]        |
| Lynx Mobility                       |                      |             |           |                                                                                           |               |
| OnStar                              | Bell                 |             |           |                                                                                           |               |
| PC Mobile                           | Bell / Telus         |             |           | https://www.pcmobile.ca/                                                                  |               |
| Petro-Canada Mobile                 | Rogers               |             |           | https://mobility.petro-canada.ca/?AspxAutoDetectCookieSupport=1                           |               |
| PhoneBox                            | Rogers e Telus       | 2011        |           | https://gophonebox.com                                                                    |               |
| Primus Canada                       | Rogers               |             |           | https://wireless.primus.ca                                                                |               |
| Public Mobile                       | Telus                |             |           | https://www.publicmobile.ca/en/bc/                                                        |               |
| Pugga Squared Wireless Canada       | Rogers, Bell e Telus | 2022        |           | http://puggasquared.com Archiviato il 25 marzo 2022 in Internet Archive.                  |               |
| Roam Mobility Canada                |                      |             |           | https://web.archive.org/web/20180811220424/https://roammobility.ca/                       | [ 26 ]        |
| Rogers Wireless Mobile              | Rogers               |             |           | https://www.rogers.com/consumer/wireless                                                  |               |
| SimplyConnect                       |                      |             |           | https://www.simplyconnect.ca/plans                                                        |               |
| Solo Mobile                         | Bell                 |             |           | http://www.solomobile.ca/en/                                                              | [ 27 ]        |
| Sugar Mobile                        | Rogers               |             |           | https://www.sugarmobile.ca/                                                               | [ 28 ]        |
| Tbaytel Mobility                    |                      |             |           | http://www.tbaytel.net/personal/mobility                                                  |               |
| Videotron                           | Rogers               |             |           | http://www.videotron.com                                                                  |               |
| Virgin Mobile Canada                | Bell                 | 2005        | 2021      | https://www.virginmobile.ca/en/home/index.html                                            |               |
| Virgin plus Canada Toronto          | Bell                 | 2021        |           | https://www.virginplus.ca/en/home/index.html?province=ON&geoResult=failed                 | [ 29 ]        |
| Zoomer Wireless                     | Rogers               |             |           | https://www.zoomerwireless.ca/                                                            |               |

## Cile
Ecco i principali operatori virtuali cileni:
| Operatore            | Rete di Appoggio | Anno inizio | Anno fine | Sito ufficiale                     | Note          |
| -------------------- | ---------------- | ----------- | --------- | ---------------------------------- | ------------- |
| 3Genesis             | Claro Cile       |             |           |                                    |               |
| Alai Secure IoT Cile | Movistar Cile    |             |           | https://alaisecure.cl              |               |
| Colo‑Colo Móvil      |                  | 2014        | 2015      |                                    | [ 30 ]        |
| Dotcom               |                  |             |           |                                    |               |
| Falabella Móvil      |                  | 2013        | 2018      |                                    | [ 31 ]        |
| Gtd Móvil            | Movistar Cile    |             |           | https://www.gtd.cl/telefonia/movil |               |
| Mundo Móvil          | Movistar Cile    | 2020        |           | https://movil.tumundo.cl           | [ 32 ]        |
| Netline              |                  |             |           |                                    |               |
| Simple Móvil         | Movistar Cile    | 2015        | 2023      | https://www.simplemoviles.cl/      | [ 33 ] [ 34 ] |
| smobi                | Movistar Cile    | 2022        |           | https://smobi.cl                   | [ 35 ]        |
| telBros Móvil        | Movistar Cile    |             |           | https://telbros.cl                 |               |
| Virgin Mobile Cile   | Movistar Cile    |             |           | https://www.virginmobile.cl/       |               |
| VTR Móvil            | Movistar Cile    |             |           | https://vtr.com/                   |               |

## Colombia
Ecco i principali operatori virtuali colombiani:
| Operatore                 | Rete di Appoggio  | Anno inizio | Anno fine | Sito ufficiale                                                               | Note          |
| ------------------------- | ----------------- | ----------- | --------- | ---------------------------------------------------------------------------- | ------------- |
| Alai Secure IoT Colombia  | TigoUNE Colombia  |             |           | https://alaisecure.co/m2m-iot/sim-especial-m2m-iot/                          |               |
| Avantel 4G                |                   |             |           | http://avantel.co/ Archiviato l'8 agosto 2018 in Internet Archive.           |               |
| comunicamos más           | TigoUNE Colombia  |             |           | https://comunicamosmas.com/telefonia-movil/                                  |               |
| Conectame                 | TigoUNE Colombia  |             |           |                                                                              |               |
| flash MOBILE Colombia     | TigoUNE Colombia  |             |           | https://www.flashmobile.co/                                                  | [ 36 ] [ 37 ] |
| HVMovil                   | Avantel Colombia  |             |           |                                                                              |               |
| IP Mobile                 |                   | 2023        |           | https://ipmobile.co                                                          |               |
| Kalley MÓVIL              | TigoUNE Colombia  | 2019        |           | https://www.kalleymovil.com.co                                               |               |
| LEGÓN Móvil               |                   | 2023        |           | https://legontelecomunicaciones.com/productos-y-servicios/telefonia-celular/ |               |
| LIWA Móvil Bogotá         | TigoUNE Colombia  | 2022        |           |                                                                              |               |
| LOV telecomunicaciones 4G | TigoUNE Colombia  |             |           | https://lov.com.co                                                           | [ 38 ]        |
| Móvil Éxito               | TigoUNE Colombia  |             |           | http://www.movilexito.com/                                                   |               |
| Scarlet                   | TigoUNE Colombia  |             |           | http://www.scarlet.co/                                                       | [ 39 ]        |
| setroc mobile Bogotà      | Movistar Colombia |             |           | https://setroc.co                                                            |               |
| SipMovil                  | TigoUNE Colombia  |             |           |                                                                              |               |
| Uff Móvil                 | TigoUNE Colombia  | 2010        | 2018      | http://www.uffmovil.com/                                                     | [ 40 ]        |
| UNICORN MOBILE            | TigoUNE Colombia  |             |           | https://unicornmobile.co                                                     |               |
| Virgin Mobile Colombia    | Movistar Colombia |             |           |                                                                              |               |
| Wings mobile              | TigoUNE Colombia  |             |           | https://movil.wingsmobile.co/index.html                                      |               |

## Ecuador
Ecco i principali operatori virtuali ecuadoriani:
| Operatore             | Rete di appoggio | Sito ufficiale        | Note |
| --------------------- | ---------------- | --------------------- | ---- |
| .Tuenti Móvil Ecuador | Movistar Ecuador | https://www.tuenti.ec |      |

## Guatemala
Ecco i principali operatori virtuali del Guatemala:
| Operatore               | Rete di appoggio   | Sito ufficiale                                                    | Note   |
| ----------------------- | ------------------ | ----------------------------------------------------------------- | ------ |
| Sin Pajas               | Movistar Guatemala | https://www.sinpajas.gt                                           | [ 41 ] |
| .Tuenti Móvil Guatemala | Movistar Guatemala | https://web.archive.org/web/20180809021445/https://www.tuenti.gt/ | [ 42 ] |

## Messico
Ecco i principali operatori virtuali messicani:
| Operatore                                  | Rete di appoggio     | Anno inizio | 2ª Rete di appoggio  | Anno fine | Sito ufficiale                                                                                     | Note          |
| ------------------------------------------ | -------------------- | ----------- | -------------------- | --------- | -------------------------------------------------------------------------------------------------- | ------------- |
| ABIB                                       | Red Compartida Altan |             |                      |           | https://www.abib.mx/#/inicio                                                                       |               |
| ABIX TELECOM Móvil                         | Red Compartida Altan |             |                      |           | https://abix.mx                                                                                    |               |
| ALMA.tel                                   | Red Compartida Altan |             |                      |           | https://alma.tel                                                                                   | [ 43 ]        |
| Altcel                                     | Telcel               |             |                      |           | https://altcel.com/planes Archiviato il 27 giugno 2022 in Internet Archive.                        |               |
| Arlonet MOBILE                             | Red Compartida Altan |             |                      |           | http://qx.arlonet.com.mx                                                                           |               |
| AXIOS Mobile                               | Red Compartida Altan |             |                      |           | https://www.axiosmobile.mx                                                                         |               |
| BAIT (Bodega Aurrera Internet y Telefonía) | Red Compartida Altan | 2020        |                      |           | https://www.bodegaaurrera.com.mx/BAIT/                                                             |               |
| Beneleit móvil                             | Red Compartida Altan |             |                      |           | https://beneleitmovil.mx/site/                                                                     |               |
| Bicu fon                                   | Red Compartida Altan |             |                      |           | https://bicufon.mx/                                                                                |               |
| biencel                                    | Red Compartida Altan |             |                      |           | https://www.biencel.mx/                                                                            |               |
| bigcel                                     | Red Compartida Altan |             |                      |           | https://bigcel.mx                                                                                  |               |
| blue Celular                               | AT&T Mexico          | 2022        |                      |           | https://www.bluemexico.mx Archiviato il 29 ottobre 2022 in Internet Archive.                       |               |
| blue TELECOMM                              | Red Compartida Altan |             |                      |           | https://www.bluetelecomm.mx                                                                        |               |
| bromovil                                   | Red Compartida Altan | 2023        |                      |           | https://bromovil.com                                                                               |               |
| bueno cell                                 | Telcel               |             |                      |           | https://buenocell.com                                                                              |               |
| BUZZ MÓVIL                                 | Red Compartida Altan | 2023        |                      |           | https://www.buzz.mx                                                                                | [ 44 ]        |
| cel.fi                                     | Red Compartida Altan |             |                      |           | https://www.celfi.com.mx                                                                           |               |
| CFE Internet                               | Red Compartida Altan | 2022        |                      |           | https://www.cfeteit.mx Archiviato il 29 agosto 2022 in Internet Archive.                           |               |
| Chedraui Móvil                             | Movistar Mexico      |             |                      |           | https://www.chedrauimovil.com                                                                      |               |
| Chuli phone                                | Red Compartida Altan | 2021        |                      |           | https://chuliphone.com                                                                             | [ 45 ]        |
| cierto                                     | Movistar Mexico      |             |                      |           | http://cierto.com.mx                                                                               |               |
| ComparTfon                                 | Movistar Mexico      |             |                      |           | |               |
| CuentaCon                                  | Red Compartida Altan | 2020        |                      |           | | [ 46 ]        |
| dalefon                                    | Red Compartida Altan |             |                      |           | https://dalefon.mx/                                                                                |               |
| DDIALO                                     | Red Compartida Altan |             |                      |           | https://dialo.mx                                                                                   |               |
| Diri Móvil                                 | Red Compartida Altan |             |                      |           | https://diri.mx/                                                                                   |               |
| EASTER EGG                                 | Red Compartida Altan |             |                      |           | https://e-egg.game/                                                                                | [ 47 ]        |
| Exis Telecom MVNO                          |                      |             |                      |           | |               |
| Flash Mobile Mexico                        | Movistar Mexico      |             |                      |           | https://www.miflashmobile.mx/homepage                                                              | [ 48 ]        |
| FreedomPop Mexico                          | Telcel               |             |                      |           | https://web.archive.org/web/20180722190444/https://mx.freedompop.com/mx?experience=organic.default |               |
| FTE Mobile                                 | Red Compartida Altan |             |                      |           | https://fte.mx                                                                                     |               |
| gamers MOBILE                              | Red Compartida Altan | 2021        |                      |           | https://gamers.vg Archiviato il 13 gennaio 2022 in Internet Archive.                               | [ 49 ]        |
| GURU CoMM                                  | Red Compartida Altan | 2018        |                      |           | https://gurucomm.mx                                                                                |               |
| Helppy                                     | Movistar Mexico      |             |                      |           | |               |
| Her Mobile                                 | Movistar Mexico      |             |                      |           | |               |
| IENTC Móvil                                | Red Compartida Altan |             |                      |           | https://movilidad.ientc.com/                                                                       |               |
| InXel                                      | Red Compartida Altan |             |                      |           | https://www.inxel.mx                                                                               |               |
| Izzi Móvil                                 | AT&T Mexico          | 2022        | Red Compartida Altan | 2020      | https://www.izzi.mx/home                                                                           |               |
| jesner móvil                               | Red Compartida Altan |             |                      |           | https://jesnermovil.com/#paquetes                                                                  |               |
| JRmóvil                                    | Red Compartida Altan |             |                      |           | https://jrmovil.com Archiviato il 14 gennaio 2022 in Internet Archive.                             |               |
| KONIC Conexión móvil                       | Red Compartida Altan |             |                      |           | https://www.konic.com.mx                                                                           |               |
| Like by Megatel                            | Telcel               |             |                      |           | |               |
| Lycamobile Mexico                          |                      |             |                      |           | | [ 50 ]        |
| mai fon!                                   | Red Compartida Altan |             |                      |           | https://maifon.mx                                                                                  |               |
| Maxsaldo                                   | Telcel               |             | Movistar Mexico      |           | |               |
| MAYA móvil                                 | Red Compartida Altan |             |                      |           | https://mayamovil.com.mx                                                                           |               |
| Maz Tiempo Celular                         | Movistar Mexico      |             |                      |           | http://www.maztiempo.com                                                                           | [ 51 ]        |
| MEGACABLE                                  | AT&T Mexico          | 2022        | Red Compartida Altan | 2019      | https://megacableplanes.mx/s/td                                                                    |               |
| Mega móvil 4.5G                            | AT&T Mexico          | 2022        | Red Compartida Altan |           | https://megamovil.megacable.com.mx                                                                 | [ 52 ]        |
| MEX FON                                    | Red Compartida Altan |             |                      |           | https://mexfon.mobi/paquetes                                                                       |               |
| MIIO                                       | Telcel               |             |                      |           | https://miio.mx/                                                                                   |               |
| MiMóvil                                    | Red Compartida Altan |             |                      |           | https://www.mimovil.com.mx                                                                         |               |
| MMXC móvil                                 | Red Compartida Altan |             |                      |           | https://mmxcmovil.com.mx                                                                           |               |
| moBig                                      | Red Compartida Altan | 2022        |                      |           | https://mobig.mx                                                                                   | [ 53 ]        |
| mo!net Móvil                               | Red Compartida Altan |             |                      |           | https://www.monetmovil.com                                                                         |               |
| Moviloop                                   | Red Compartida Altan |             |                      |           | https://moviloop.abc-telecom.com.mx                                                                |               |
| naby                                       | Red Compartida Altan |             |                      |           | https://naby.mx                                                                                    |               |
| NEMI                                       | Red Compartida Altan |             |                      |           | |               |
| netwey                                     | Red Compartida Altan |             |                      |           | https://secure.netwey.com.mx/site/telefonia                                                        |               |
| NEUS mobile                                | Telcel               |             |                      |           | https://neusmobile.com                                                                             |               |
| newww TELEFONÍA CELULAR                    | Red Compartida Altan |             |                      |           | https://newww.mx Archiviato il 22 giugno 2022 in Internet Archive.                                 |               |
| nOx móvil                                  | Red Compartida Altan |             |                      |           | https://www.noxmovil.mx/plans.php                                                                  |               |
| ocean móvil                                | Red Compartida Altan |             |                      |           | https://www.oceanmovil.com/#/                                                                      |               |
| OTHISI MOBILE                              | Red Compartida Altan |             |                      |           | https://www.othisimobile.mx                                                                        |               |
| OUI Móvil                                  | Telcel               |             |                      |           | https://ouimovil.com.mx                                                                            |               |
| OXIO                                       | Telcel               | 2022        | Red Compartida Altan |           | https://oxio.com                                                                                   |               |
| OXXO Cel                                   | Telcel               |             |                      |           | https://www.oxxocel.com                                                                            |               |
| QBOcel                                     | Movistar Mexico      |             |                      |           | https://qbocel.com/                                                                                |               |
| REDÁGUILA                                  | AT&T Mexico          | 2023        |                      |           | https://www.redaguila.com.mx/#/                                                                    | [ 54 ]        |
| redi Móvil                                 | Red Compartida Altan | 2022        |                      |           | https://www.redicoppel.com                                                                         | [ 55 ]        |
| Red Potencia                               | Red Compartida Altan |             |                      |           | https://redpotencia.net/movil/                                                                     |               |
| Retemex                                    | Red Compartida Altan |             |                      |           | https://retemex.mx                                                                                 |               |
| REX MOVIL                                  | Red Compartida Altan |             |                      |           | https://rexmovil.com                                                                               |               |
| rin cel                                    | Red Compartida Altan |             |                      |           | https://rincel.com.mx                                                                              |               |
| Sayco                                      | Red Compartida Altan |             |                      |           | |               |
| sfon                                       | Red Compartida Altan |             |                      |           | https://sfon.mx/                                                                                   |               |
| Simpati                                    | Movistar Mexico      |             |                      |           | |               |
| Simplii Mexico                             | Movistar Mexico      | 2017        |                      | 2021      | https://www.simplii.mx Archiviato il 30 giugno 2018 in Internet Archive.                           |               |
| Six Mobile                                 | Telcel               |             |                      |           | |               |
| Soriana Móvil                              | Telcel               |             |                      |           | |               |
| space movil                                | Red Compartida Altan |             |                      |           | https://spacemovil.mx                                                                              |               |
| TELGEN                                     | Red Compartida Altan | 2021        |                      |           | https://www.telgen.mx/                                                                             | [ 56 ]        |
| Telmovil                                   | Red Compartida Altan |             |                      |           | https://telmovil.mx                                                                                |               |
| Tokamóvil                                  | Movistar Mexico      |             |                      |           | http://tokamovil.mx                                                                                | [ 57 ]        |
| Tricomx                                    | Red Compartida Altan |             |                      |           | https://www.tricom.mx/mobile                                                                       |               |
| .Tuenti Móvil Mexico                       | Movistar Mexico      |             |                      |           | | [ 58 ]        |
| TurboRed                                   | Red Compartida Altan |             |                      |           | https://www.turbored.com                                                                           |               |
| Tuyo Broadband                             | Red Compartida Altan | 2021        |                      |           | https://tuyo-broadband.business.site/ Archiviato il 13 maggio 2021 in Internet Archive.            | [ 59 ]        |
| Ultra cel                                  | Red Compartida Altan |             |                      |           | https://www.ultranet.com.mx/ultracel                                                               |               |
| Unefón 4G                                  | AT&T Mexico          |             |                      |           | https://www.unefon.com.mx                                                                          |               |
| VALOR TELECOM                              | Red Compartida Altan | 2020        |                      |           | https://valortelecom.mx/prepago-movil/?v=0b98720dcb2c                                              |               |
| VASANTA COMUNICACIONES 5G                  | Red Compartida Altan |             |                      |           | https://www.vasanta.com.mx                                                                         |               |
| VIRAL                                      | Red Compartida Altan |             |                      |           | https://www.viralcel.com                                                                           |               |
| Virgin Mobile Mexico                       | Movistar Mexico      |             |                      |           | https://virginmobile.mx                                                                            |               |
| Weex                                       | Movistar Mexico      |             |                      |           | http://weex.mx                                                                                     | [ 60 ]        |
| WIMO telecom                               | Red Compartida Altan |             |                      |           | https://wimotelecom.com/planes-movil/ Archiviato il 3 giugno 2021 in Internet Archive.             |               |
| YO México                                  | AT&T Mexico          | 2023        |                      |           | https://www.yomexico.com                                                                           | [ 61 ]        |
| YO Mobile                                  | Red Compartida Altan | 2020        |                      | 2022      | https://www.yotelco.com Archiviato il 25 ottobre 2020 in Internet Archive.                         | [ 62 ] [ 63 ] |
| ZONTEC NETWORKS Móvil                      | Red Compartida Altan |             |                      |           | https://www.zontec.io/zontec-m%C3%B3vil                                                            |               |

## Perù
Ecco i principali operatori virtuali peruviani:
| Operatore             | Rete di appoggio | Sito ufficiale                                                                           | Note   |
| --------------------- | ---------------- | ---------------------------------------------------------------------------------------- | ------ |
| Cuy Móvil Perú        | Claro Perú       | https://www.cuy.pe                                                                       | [ 64 ] |
| Dolphin Telecom Móvil |                  | http://www.dolphin.pe/dolphin-mobile Archiviato il 5 settembre 2018 in Internet Archive. | [ 65 ] |
| inka cel Perú         |                  | https://www.inkacel.com                                                                  |        |
| Peru SIM              | Claro Perú       | https://perusim.com/                                                                     |        |
| .Tuenti Móvil Perú    | Movistar Perú    | https://www.tuenti.pe Archiviato il 5 maggio 2018 in Internet Archive.                   |        |
| Wings mobile          | Claro Perú       | https://movil.wingsmobile.pe/                                                            |        |

## Stati Uniti
Ecco i principali operatori virtuali statunitensi:
| Operatore                       | Rete di appoggio                               | Anno inizio | 2ª Rete di appoggio                    | Anno inizio | Anno fine | Sito ufficiale                                                                                   | Note          |
| ------------------------------- | ---------------------------------------------- | ----------- | -------------------------------------- | ----------- | --------- | ------------------------------------------------------------------------------------------------ | ------------- |
| 1OneSimCard                     |                                                |             |                                        |             |           | https://www.onesimcard.com Archiviato il 24 giugno 2022 in Internet Archive.                     |               |
| Aeris Communications Inc        | AT&T, Sprint e Vodafone                        |             |                                        |             |           |                                                                                                  |               |
| AF Mobile                       | Verizon                                        |             |                                        |             |           | https://myafmobile.com Archiviato il 22 giugno 2019 in Internet Archive.                         |               |
| Affinity CELLULAR               | Verizon                                        |             |                                        |             |           | https://www.affinitycellular.com                                                                 |               |
| AI Pin Humane Mobile            | T-Mobile U.S.A.                                | 2023        |                                        |             |           |                                                                                                  | [ 66 ]        |
| Airfire Mobile                  |                                                |             |                                        |             |           |                                                                                                  |               |
| AirLink Mobile                  | Sprint                                         |             |                                        |             |           |                                                                                                  |               |
| AIRVOICE WIRELESS               | AT&T                                           |             |                                        |             |           | https://www.airvoicewireless.com                                                                 |               |
| Alaska Communications           |                                                |             |                                        |             |           | https://www.alaskacommunications.com/Business                                                    |               |
| Alltel                          |                                                |             |                                        |             |           |                                                                                                  |               |
| altice mobile                   | T-Mobile U.S.A.                                | 2021        | Sprint                                 |             |           | https://alticemobile.com                                                                         |               |
| ASTAC                           |                                                |             |                                        |             |           | https://www.astac.net                                                                            |               |
| Bark Phone                      | T-Mobile U.S.A.                                | 2022        |                                        |             |           | https://www.bark.us/bark-phone/                                                                  |               |
| bend broadband                  |                                                |             |                                        |             |           | https://bendbroadband.com                                                                        |               |
| BEST CELLULAR                   | AT&T, Sprint, T-Mobile U.S.A. e Verizon        |             |                                        |             |           | https://thebestcellular.com                                                                      |               |
| Black wireless                  | AT&T                                           |             |                                        |             |           | https://www.blackwireless.com                                                                    |               |
| Boomerang wireless              | Sprint                                         |             |                                        |             |           |                                                                                                  |               |
| boom! MOBILE                    | AT&T, Sprint, T-Mobile U.S.A. e Verizon        |             |                                        |             |           | https://www.boom.us                                                                              |               |
| Boost Infinite                  | AT&T                                           | 2023        |                                        |             |           | https://www.boostinfinite.com/                                                                   |               |
| Boost Mobile                    | T-Mobile U.S.A.                                | 2002        |                                        |             |           | https://www.boostmobile.com                                                                      |               |
| BOSS wireless                   | T-Mobile U.S.A.                                |             | Sprint                                 |             |           | https://bossrevolutionmobile.com/en-us/                                                          |               |
| campusSIMs                      | AT&T e T-Mobile U.S.A.                         |             |                                        |             |           | https://www.campussims.com                                                                       |               |
| CELL nuvo))                     | Sprint                                         |             |                                        |             |           | https://cellnuvo.com Archiviato il 21 agosto 2018 in Internet Archive.                           |               |
| Cell Phones For Soldiers Mobile | T-Mobile U.S.A.                                |             |                                        |             |           | https://www.cellphonesforsoldiers.com                                                            |               |
| Cellular Abroad                 | T-Mobile U.S.A.                                |             |                                        |             |           | https://www.cellularabroad.com                                                                   |               |
| Charge                          | Sprint                                         |             |                                        |             |           |                                                                                                  |               |
| China Mobile                    |                                                |             |                                        |             | 2019      |                                                                                                  | [ 67 ]        |
| China Telecom Americas CTExcel  | T-Mobile U.S.A.                                |             |                                        |             |           | https://web.archive.org/web/20200131174958/https://www.ctexcel.us/international.jspx?language=en |               |
| Chit Chat! Mobile               | Sprint                                         |             |                                        |             |           | https://mychitchatmobile.com/                                                                    |               |
| Choice Wireless                 |                                                |             |                                        |             |           | https://www.choice-wireless.com                                                                  |               |
| Cincinnati Bell                 |                                                |             |                                        |             |           | https://www.cincinnatibell.com/consumerbusinessselection                                         |               |
| CLEARWAY Wireless               | Verizon                                        | 2022        |                                        |             |           | https://www.clearway.com/shop/en/clearway/plans--1/plans                                         |               |
| Clearwire                       |                                                |             |                                        |             |           |                                                                                                  |               |
| cloaked Wireless                |                                                | 2022        |                                        |             |           | https://www.cloakedwireless.com                                                                  | [ 68 ]        |
| Commnet Wireless                |                                                |             |                                        |             |           |                                                                                                  |               |
| Consumer Cellular               | AT&T e T-Mobile U.S.A.                         |             |                                        |             |           | https://www.consumercellular.com                                                                 |               |
| COX Mobile                      | Verizon                                        | 2022        |                                        |             |           | https://www.cox.com/residential/mobile.html                                                      |               |
| CREDO mobile                    | Verizon                                        |             |                                        |             |           | https://www.credomobile.com                                                                      |               |
| cricKet Wireless                | AT&T                                           |             |                                        |             |           | https://www.cricketwireless.com                                                                  |               |
| C Spire Wireless                |                                                |             |                                        |             |           |                                                                                                  |               |
| CTExcel                         |                                                |             |                                        |             |           | https://www.ctexcel.us Archiviato il 24 febbraio 2018 in Internet Archive.                       |               |
| Cuentas Mobile Miami            |                                                | 2023        |                                        |             |           | https://cuentasmobile.com                                                                        | [ 69 ]        |
| C Uniq Mobile U.S.A.            |                                                |             |                                        |             | 2022      |                                                                                                  |               |
| DataXoom California             | AT&T, Sprint e Verizon                         |             |                                        |             |           | https://www.dataxoom.com                                                                         |               |
| dish Network Internet Service   | AT&T                                           |             |                                        |             |           | https://www.dish.com/internet/                                                                   |               |
| Disney Mobile                   | Sprint                                         |             |                                        |             |           |                                                                                                  |               |
| DTC Wireless                    |                                                |             |                                        |             |           |                                                                                                  |               |
| EARTH TONES                     | AT&T                                           |             |                                        |             |           | http://earthtones.com Archiviato il 19 agosto 2018 in Internet Archive.                          |               |
| EasyGO Wireless                 | AT&T                                           |             |                                        |             |           | https://www.easygowireless.com                                                                   |               |
| eco mobile                      | Sprint, T-Mobile U.S.A. e Verizon              |             |                                        |             |           | https://www.ecomobile.com                                                                        |               |
| enVie Mobile                    | Verizon                                        |             |                                        |             |           |                                                                                                  |               |
| Español Mobile                  | Sprint                                         |             |                                        |             |           |                                                                                                  |               |
| Expo Mobile                     | Sprint e Verizon                               |             |                                        |             |           | https://expomobile.com Archiviato il 18 agosto 2018 in Internet Archive.                         |               |
| FamilyMobile Walmart            | T-Mobile U.S.A.                                |             |                                        |             |           | https://www.myfamilymobile.com                                                                   |               |
| FamilyTalk Wireless             | AT&T, Sprint e Verizon                         |             |                                        |             |           |                                                                                                  |               |
| Flash Wireless                  | Sprint, T-Mobile U.S.A. e Verizon              |             |                                        |             |           | https://www.flashwireless.com                                                                    |               |
| FLIGGS Mobile                   | T-Mobile U.S.A.                                | 2024        |                                        |             |           | https://www.fliggs.com/en                                                                        | [ 70 ]        |
| FMP Wireless                    | Verizon                                        |             |                                        |             |           |                                                                                                  |               |
| fonus Mobile Los Angeles        |                                                |             |                                        |             |           | https://www.fonusmobile.com                                                                      | [ 71 ]        |
| FreedomPop U.S.A.               | AT&T e Sprint                                  |             |                                        |             |           | https://www.freedompop.com                                                                       |               |
| FreeUP Mobile                   | AT&T                                           |             |                                        |             |           | https://www.freeupmobile.com                                                                     | [ 72 ]        |
| Gabb Wireless Utah              |                                                |             |                                        |             |           | https://www.gabbwireless.com                                                                     | [ 73 ]        |
| GCI                             |                                                |             |                                        |             |           |                                                                                                  |               |
| G gen mobile Los Angeles        | AT&T                                           | 2022        | T-Mobile U.S.A.                        | 2020        |           | https://www.genmobile.com                                                                        |               |
| good2GO Mobile                  | AT&T e Sprint                                  |             |                                        |             |           |                                                                                                  |               |
| Go smart mobile                 | T-Mobile U.S.A.                                |             |                                        |             |           | https://www.gosmartmobile.com                                                                    |               |
| gotalk Wireless                 | T-Mobile U.S.A.                                | 2022        |                                        |             |           | https://gotalkusa.com                                                                            | [ 74 ]        |
| GreatCall Best Buy              | Verizon                                        |             |                                        |             |           | https://www.greatcall.com                                                                        |               |
| Hayai Mobile                    | AT&T e T-Mobile U.S.A.                         |             |                                        |             |           |                                                                                                  |               |
| H2O Wireless                    | AT&T                                           |             |                                        |             |           | https://www.h2owirelessnow.com                                                                   |               |
| H2O Wireless CDMA               | Verizon                                        |             |                                        |             |           | https://www.h2owireless.com                                                                      |               |
| Helio                           | Sprint                                         |             |                                        |             |           |                                                                                                  |               |
| Helium Mobile 5G                | T-Mobile U.S.A.                                | 2023        |                                        |             |           | https://hellohelium.com                                                                          | [ 75 ]        |
| INFINITI MOBILE                 |                                                | 2019        |                                        |             |           | https://infinitimobile.com/                                                                      |               |
| Infinium Wireless               | Sprint, T-Mobile U.S.A. e Verizon              |             |                                        |             |           | https://www.infinium.coop                                                                        |               |
| Jaguar Mobile                   | T-Mobile U.S.A.                                |             |                                        |             |           |                                                                                                  |               |
| JOLT! mobile                    | AT&T e T-Mobile U.S.A.                         |             |                                        |             |           | https://www.joltmobile.com                                                                       |               |
| JUMPY SIM                       |                                                | 2022        |                                        |             |           | https://www.jumpysim.com/                                                                        |               |
| Kajeet                          | Sprint                                         |             |                                        |             |           |                                                                                                  |               |
| KDDI Mobile                     | AT&T                                           |             |                                        |             |           | https://us.kddi.com                                                                              |               |
| Keepgo Wilmington               |                                                |             |                                        |             |           | https://www.keepgo.com                                                                           |               |
| KidsConnect                     | T-Mobile U.S.A.                                |             |                                        |             |           | https://mykidsconnect.com                                                                        |               |
| Kroger i-wireless               | Sprint                                         |             |                                        |             |           |                                                                                                  |               |
| LIBERTY WIRELESS                | T-Mobile U.S.A.                                |             |                                        |             |           | https://www.libertywireless.com                                                                  |               |
| Libre AweSIM California         | T-Mobile U.S.A. e AT&T                         |             |                                        |             |           | https://puri.sm/products/librem-awesim/                                                          |               |
| light Phone Mobile              | AT&T                                           | 2014        |                                        |             |           | https://www.thelightphone.com/                                                                   |               |
| Lycamobile U.S.A. 5G            | T-Mobile U.S.A.                                | 2013        |                                        |             |           | https://www.lycamobile.us                                                                        |               |
| madstar mobile                  | Sprint                                         |             |                                        |             |           | https://madstarmobile.com                                                                        |               |
| mango Mobile                    |                                                |             |                                        |             |           | https://mango.goredpocket.com                                                                    |               |
| MetroPCS                        | T-Mobile U.S.A.                                |             |                                        |             |           |                                                                                                  |               |
| mint mobile                     | T-Mobile U.S.A.                                |             |                                        |             |           | https://www.mintmobile.com                                                                       |               |
| Mobal                           | T-Mobile U.S.A.                                |             |                                        |             |           | https://www.mobal.com                                                                            |               |
| M mobi Honolulu 5G              | T-Mobile U.S.A.                                | 2023        |                                        |             |           | https://mobi.com                                                                                 |               |
| mobileX                         | Verizon                                        | 2023        |                                        |             |           | http://www.mymobilex.com                                                                         | [ 76 ] [ 77 ] |
| Nebula Wireless                 | T-Mobile U.S.A.                                | 2023        |                                        |             | 2023      | https://www.nebulawireless.com                                                                   |               |
| NEO Business Wireless Ohio      | T-Mobile U.S.A.                                | 2023        |                                        |             |           | https://www.neobusinesswireless.com/                                                             |               |
| Net10 Wireless                  | Verizon                                        | 2022        | AT&T, Sprint, T-Mobile e U.S. Cellular |             | 2023      | https://www.net10wireless.com                                                                    |               |
| NetZero                         | Sprint                                         |             |                                        |             |           | https://www.netzero.net                                                                          |               |
| NTelos Wireless                 |                                                |             |                                        |             |           |                                                                                                  |               |
| NTT DoCoMo U.S.A.               | T-Mobile U.S.A.                                |             |                                        |             |           |                                                                                                  |               |
| Omni point Mobile               | AT&T                                           | 2023        |                                        |             |           | https://omnipointmobile.com/                                                                     |               |
| optimum mobile 5G               | T-Mobile U.S.A.                                |             |                                        |             |           | https://www.optimum.com/mobile/                                                                  |               |
| OTG Mobile                      | Sprint, T-Mobile e Verizon                     |             |                                        |             |           |                                                                                                  |               |
| page plus Cellular              | Verizon                                        | 2022        |                                        |             |           | https://www.pagepluscellular.com                                                                 |               |
| Patriot Mobile                  | Sprint e Verizon                               |             |                                        |             |           |                                                                                                  |               |
| Pix Wireless                    | AT&T e Sprint e Verizon                        |             |                                        |             |           | https://pixwireless.com                                                                          |               |
| POND IOT New Jersey             |                                                | 2018        |                                        |             |           | https://www.pondiot.com                                                                          |               |
| POND Mobile New Jersey          |                                                | 2011        |                                        |             | 2023      | https://www.pondmobile.us/ Archiviato il 26 gennaio 2022 in Internet Archive.                    | [ 78 ]        |
| Project Fi                      | Sprint, T-Mobile U.S.A., Three e U.S. Cellular |             |                                        |             |           | https://fi.google.com/about                                                                      |               |
| Proven Wireless                 | Sprint, T-Mobile U.S.A. e Verizon              |             |                                        |             |           |                                                                                                  |               |
| PTel Mobile                     |                                                |             |                                        |             |           |                                                                                                  |               |
| Pugga Squared Wireless U.S.A.   | T-Mobile U.S.A., Verizon e AT&T                | 2022        |                                        |             |           | http://puggasquared.com Archiviato il 25 marzo 2022 in Internet Archive.                         |               |
| PUPPY WIRELESS                  | Sprint e Verizon                               |             |                                        |             |           | https://mypuppywireless.com                                                                      |               |
| PureTalk                        | AT&T                                           |             |                                        |             |           | https://www.puretalkusa.com                                                                      |               |
| Pure Unlimited                  | AT&T                                           |             |                                        |             |           |                                                                                                  |               |
| Q LINK WIRELESS                 | Sprint e T-Mobile U.S.A.                       |             |                                        |             |           | https://qlinkwireless.com                                                                        |               |
| Reach mobile                    | T-Mobile U.S.A.                                | 2022        | Verizon                                | 2019        |           | https://www.reachmobile.com                                                                      |               |
| Ready Mobile                    | Sprint                                         |             |                                        |             |           |                                                                                                  |               |
| REALLY Wireless                 | T-Mobile U.S.A.                                |             |                                        |             |           | https://www.really.com/                                                                          |               |
| Red Pocket Mobile               | AT&T, Sprint, T-Mobile U.S.A. e Verizon        |             |                                        |             |           | https://www.redpocket.com                                                                        |               |
| republic WIRELESS               | T-Mobile U.S.A.                                | 2016        | Sprint                                 | 2013        | 2023      | https://republicwireless.com                                                                     | [ 79 ]        |
| RingPlus                        |                                                |             |                                        |             |           |                                                                                                  |               |
| Roam Mobility                   | T-Mobile U.S.A.                                |             |                                        |             |           |                                                                                                  |               |
| ROCCSTAR★ WIRELESS              | T-Mobile U.S.A.                                | 2023        |                                        |             |           | https://www.roccstarwireless.com                                                                 |               |
| ROK Mobile                      | Verizon                                        |             |                                        |             |           |                                                                                                  |               |
| SafeLink WIRELESS               | Verizon                                        | 2022        |                                        |             |           | https://www.safelinkwireless.com/Enrollment/Safelink/en/Web/www/default/index.html#!/newHome     |               |
| Scratch Wireless                | Sprint                                         |             |                                        |             |           |                                                                                                  |               |
| Selectel Wireless               | Verizon                                        |             |                                        |             |           |                                                                                                  |               |
| Simple Mobile                   | Verizon                                        | 2022        | T-Mobile U.S.A.                        |             |           | https://www.simplemobile.com                                                                     |               |
| SkyView Wireless                | AT&T                                           |             |                                        |             |           |                                                                                                  |               |
| SouthernLINK Wireless           |                                                |             |                                        |             |           |                                                                                                  |               |
| Spectrum Mobile                 | Verizon                                        | 2018        |                                        |             |           | https://www.spectrum.com/mobile.html                                                             | [ 80 ]        |
| speedtalk mobile                | T-Mobile U.S.A.                                |             |                                        |             |           | https://www.speedtalkmobile.com/home                                                             |               |
| Sprint Nextel                   |                                                | 2008        |                                        |             | 2011      |                                                                                                  |               |
| STi Mobile                      | Sprint                                         |             |                                        |             |           |                                                                                                  |               |
| Straight Talk wireless          | Verizon                                        | 2022        | AT&T, Sprint e T-Mobile                |             |           | https://www.straighttalk.com/wps/portal/home                                                     |               |
| Stream Wireless                 | Sprint                                         |             |                                        |             |           | https://mystream.com/services/mobile Archiviato il 22 luglio 2019 in Internet Archive.           |               |
| SurgePhone Wireless             | AT&T e T-Mobile U.S.A.                         | 2021        |                                        |             |           | https://surgephone.com/                                                                          |               |
| TAG Mobile                      | Sprint, T-Mobile e Verizon                     |             |                                        |             |           |                                                                                                  |               |
| telcel America                  | Sprint e T-Mobile U.S.A.                       |             |                                        |             | 2021      | https://get.telcel.com Archiviato il 31 agosto 2019 in Internet Archive.                         |               |
| tello US                        | T-Mobile U.S.A.                                | 2021        | Sprint                                 |             |           | https://tello.com                                                                                |               |
| telna                           |                                                |             |                                        |             |           | https://www.telna.com                                                                            |               |
| Teltik                          | T-Mobile U.S.A.                                |             |                                        |             |           |                                                                                                  |               |
| Tempo Telecom                   | Sprint e T-Mobile U.S.A.                       |             |                                        |             |           | https://mytempo.com                                                                              |               |
| text now                        | Sprint e T-Mobile U.S.A.                       |             |                                        |             |           | https://www.textnow.com                                                                          |               |
| The People's Operator U.S.A.    | Sprint e T-Mobile U.S.A.                       |             |                                        |             |           |                                                                                                  |               |
| ting Mobile                     | Sprint e T-Mobile U.S.A.                       |             |                                        |             |           | https://ting.com                                                                                 |               |
| TORCH Wireless                  |                                                |             |                                        |             |           | https://torchwireless.com                                                                        |               |
| Total Call Mobile               | Sprint                                         |             |                                        |             |           | http://totalcallmobile.com                                                                       |               |
| total wireless                  | Verizon                                        | 2022        |                                        |             | 2022      | https://www.totalwireless.com                                                                    |               |
| Total By Verizon                | Verizon                                        | 2022        |                                        |             |           | https://www.totalbyverizon.com                                                                   |               |
| Touch Mobile                    | Sprint                                         |             |                                        |             |           |                                                                                                  |               |
| Tracfone wireless               | Verizon                                        | 2022        | AT&T, T-Mobile, U.S. Cellular          |             |           | https://www.tracfone.com                                                                         |               |
| travel sim                      | AT&T e T-Mobile U.S.A.                         |             |                                        |             |           | https://web.archive.org/web/20190722223136/https://www.travelsimamerica.com/                     |               |
| tru connect Mobile Los Angeles  |                                                |             |                                        |             |           | https://www.truconnect.com/paygo                                                                 |               |
| TRUPHONE U.S.A.                 | AT&T e T-Mobile U.S.A.                         |             |                                        |             |           | https://www.truphone.com/us/ Archiviato il 3 agosto 2019 in Internet Archive.                    |               |
| Twigby                          | Sprint                                         |             |                                        |             |           | https://www.twigby.com                                                                           |               |
| ultra mobile                    | T-Mobile U.S.A.                                | 2012        |                                        |             |           | https://www.ultramobile.com                                                                      |               |
| Univision Mobile                | T-Mobile U.S.A.                                |             |                                        |             |           |                                                                                                  |               |
| Unreal Mobile                   | T-Mobile U.S.A.                                |             |                                        |             |           |                                                                                                  |               |
| U.S. Mobile                     | T-Mobile U.S.A. e Verizon                      |             |                                        |             |           | https://www.usmobile.com                                                                         |               |
| UVA Mobile                      | T-Mobile U.S.A.                                |             |                                        |             |           |                                                                                                  |               |
| UWT Mobile                      | AT&T, Sprint, T-Mobile U.S.A.                  |             |                                        |             |           |                                                                                                  |               |
| Value Wireless                  | T-Mobile U.S.A.                                |             |                                        |             |           |                                                                                                  |               |
| VIAERO WIRELESS                 |                                                |             |                                        |             |           | https://www.viaero.com                                                                           |               |
| Virgin Mobile U.S.A.            |                                                |             |                                        |             |           |                                                                                                  | [ 81 ]        |
| visible 5G                      | Verizon                                        |             |                                        |             |           | https://www.visible.com                                                                          |               |
| Voyager Mobile                  | Sprint                                         |             |                                        |             |           |                                                                                                  |               |
| Walmart Family Mobile           | Verizon                                        | 2022        | T-Mobile U.S.A.                        |             |           | https://www.myfamilymobile.com                                                                   |               |
| West Central Wireless           |                                                |             |                                        |             |           |                                                                                                  |               |
| Wing                            | AT&T, Sprint, T-Mobile U.S.A.                  |             |                                        |             |           |                                                                                                  |               |
| Wireless Services US            | Verizon                                        |             |                                        |             |           |                                                                                                  |               |
| WOW! mobile 5G                  | T-Mobile U.S.A.                                | 2022        |                                        |             |           | https://www.wowway.com/mobile Archiviato il 28 febbraio 2022 in Internet Archive.                | [ 82 ]        |
| Xfinity Mobile 5G               | Verizon                                        | 2017        | Comcast                                |             |           | https://www.xfinity.com/mobile/                                                                  |               |
| yahoo! mobile                   | Verizon                                        |             |                                        |             |           | https://www.yahoomobile.com                                                                      |               |
| ZERO11 Wireless                 | AT&T                                           |             |                                        |             |           |                                                                                                  |               |
| ZingPCS                         | Sprint, T-Mobile U.S.A. e Verizon              |             |                                        |             |           |                                                                                                  |               |
| ZIP SIM                         | T-Mobile U.S.A.                                |             |                                        |             |           | https://zipsim.us Archiviato il 2 settembre 2018 in Internet Archive.                            |               |
| Zolve Connect                   | T-Mobile U.S.A. e AT&T                         | 2023        |                                        |             |           | https://zolve.com/sim-card                                                                       | [ 83 ]        |
| Isole vergini                   |                                                |             |                                        |             |           |                                                                                                  |               |
| metro by T-Mobile Puerto Rico   | T-Mobile U.S.A.                                | 2022        |                                        |             |           | https://www.metrobyt-mobile.com                                                                  |               |